# Claudia Bryar
Claudia Bryar, gebürtig Hortense Rizley (* 18. Mai 1918 in Guymon, Oklahoma; † 16. Juni 2011 in Los Angeles, Kalifornien) war eine US-amerikanische Schauspielerin.

## Leben
Claudia Bryar wurde unter dem Namen Hortense Rizley geboren. Sie war die Tochter des Kongressabgeordneten und Bundesrichters Ross Rizley. Ihre Schauspielkarriere begann sie beim Pasadena Playhouse. Sie spielte auf mehreren Theaterbühnen, bevor sie sich Mitte der 1950er Jahre in mehreren Fernsehserien und kleineren Rollen in Kinofilmen als Filmschauspielerin etablieren konnte. Bis zu ihrem Rückzug aus der Schauspielerei 1986 wirkte sie in über 100 unterschiedlichen Film- und Fernsehproduktionen mit. Sie trat in vereinzelten Folgen in Fernsehserien wie Bonanza, Die Waltons und Barnaby Jones sowie kleineren Rollen in Filmen wie Giganten und In schlechter Gesellschaft auf. Ihre vielleicht bekannteste Rolle war die der Restaurantleiterin Emma Spool im Horrorfilm Psycho II.
Am 16. Juni 2011 verstarb Bryar im Alter von 93 Jahren. Bis zu dessen Tod am 30. August 1985 war sie mit dem Schauspieler Paul Bryar verheiratet. Sie hinterließ die drei gemeinsamen Söhne, darunter den Musiker Paul Barrère, und wurde von neun Enkeln sowie drei Urenkeln überlebt.

## Filmografie (Auswahl)
Filme
- 1956: Alarm an Ölturm 3 (The Houston Story)
- 1956: Der falsche Mann (The Wrong Man)
- 1956: Giganten (Giant)
- 1957: Frankensteins Tod (I Was a Teenage Frankenstein)
- 1958: Der blonde Köder (The True Story of Lynn Stuart)
- 1966: Höchster Einsatz in Laredo (A Big Hand for the Little Lady)
- 1969: Gaily, Gaily
- 1972: In schlechter Gesellschaft (Bad Company)
- 1972: Willkommen daheim, Johnny Bristol (Welcome Home, Johnny Bristol)
- 1977: Das Kind mit den grünen Augen (Green Eyes)
- 1983: Psycho II
- 1983: Was wird nur aus den Kindern? (Who Will Love My Children?)

Serien
- 1958–1962: Erwachsen müßte man sein (Leave It To Beaver, vier Folgen)
- 1960–1972: Bonanza (vier Folgen)
- 1963–1967: Auf der Flucht (The Fugitive, drei Folgen)
- 1966–1971: FBI (The F.B.I., vier Folgen)
- 1970–1974: Der Chef (Ironside, zwei Folgen)
- 1973–1975: Die Waltons (The Waltons, zwei Folgen)
- 1973–1979: Barnaby Jones (fünf Folgen)